# Grand Prix automobile de Saint-Marin 1995
GP précédent GP suivant
Le Grand Prix automobile de Saint-Marin 1995 (15° Gran Premio di San Marino), disputé sur le circuit Enzo e Dino Ferrari à Imola en Italie le 30 avril 1995, est la quinzième édition du Grand Prix, le 567e Grand Prix de Formule 1 couru depuis 1950 et la troisième manche du championnat 1995.
Après les accidents mortels de Roland Ratzenberger et Ayrton Senna et la blessure de Rubens Barichello la saison précédente, le circuit est modifié pour accroître sa sécurité. Les virages rapides de Tamburello et Villeneuve, où ont eu lieu les accidents, sont remplacés par des chicanes, la variante bassa est redessinée et la chicane avant Acque Minerali est supprimée.

## Grille de départ
| Pos. | No | Pilote                 | Écurie             | Temps Q1       | Temps Q2       | Écart     |
| ---- | -- | ---------------------- | ------------------ | -------------- | -------------- | --------- |
| 1    | 1  | Michael Schumacher     | Benetton-Renault   | 1 min 27 s 274 | 1 min 27 s 413 |           |
| 2    | 28 | Gerhard Berger         | Ferrari            | 1 min 27 s 282 | 1 min 38 s 801 | + 0 s 008 |
| 3    | 6  | David Coulthard        | Williams-Renault   | 1 min 27 s 459 | 1 min 27 s 600 | + 0 s 185 |
| 4    | 5  | Damon Hill             | Williams-Renault   | 1 min 27 s 537 | 1 min 27 s 512 | + 0 s 238 |
| 5    | 27 | Jean Alesi             | Ferrari            | 1 min 27 s 813 | 1 min 28 s 431 | + 0 s 539 |
| 6    | 8  | Mika Häkkinen          | McLaren-Mercedes   | 1 min 28 s 343 | Pas de temps   | + 1 s 069 |
| 7    | 15 | Eddie Irvine           | Jordan-Peugeot     | 1 min 28 s 516 | 1 min 41 s 247 | + 1 s 242 |
| 8    | 2  | Johnny Herbert         | Benetton-Renault   | 1 min 29 s 403 | 1 min 29 s 350 | + 2 s 076 |
| 9    | 7  | Nigel Mansell          | McLaren-Mercedes   | 1 min 29 s 517 | 1 min 29 s 966 | + 2 s 243 |
| 10   | 14 | Rubens Barrichello     | Jordan-Peugeot     | 1 min 29 s 580 | 1 min 29 s 551 | + 2 s 277 |
| 11   | 9  | Gianni Morbidelli      | Arrows-Hart        | 1 min 29 s 582 | 1 min 31 s 147 | + 2 s 308 |
| 12   | 26 | Olivier Panis          | Ligier-Mugen-Honda | 1 min 30 s 801 | 1 min 30 s 760 | + 3 s 486 |
| 13   | 4  | Mika Salo              | Tyrrell-Yamaha     | 1 min 31 s 221 | 1 min 31 s 035 | + 3 s 761 |
| 14   | 30 | Heinz-Harald Frentzen  | Sauber-Ford        | 1 min 31 s 358 | 1 min 31 s 423 | + 4 s 084 |
| 15   | 3  | Ukyo Katayama          | Tyrrell-Yamaha     | 1 min 31 s 630 | 1 min 31 s 736 | + 4 s 356 |
| 16   | 25 | Aguri Suzuki           | Ligier-Mugen-Honda | 1 min 32 s 297 | 1 min 31 s 913 | + 4 s 639 |
| 17   | 12 | Jos Verstappen         | Simtek-Ford        | 1 min 32 s 156 | 1 min 32 s 425 | + 4 s 882 |
| 18   | 23 | Pierluigi Martini      | Minardi-Ford       | 1 min 32 s 445 | 1 min 33 s 832 | + 5 s 171 |
| 19   | 10 | Taki Inoue             | Arrows-Hart        | 1 min 32 s 988 | 1 min 32 s 710 | + 5 s 436 |
| 20   | 24 | Luca Badoer            | Minardi-Ford       | 1 min 33 s 071 | 1 min 33 s 430 | + 5 s 797 |
| 21   | 29 | Karl Wendlinger        | Sauber-Ford        | 1 min 33 s 494 | 1 min 33 s 554 | + 6 s 220 |
| 22   | 16 | Bertrand Gachot        | Pacific-Ford       | 1 min 33 s 892 | 1 min 35 s 253 | + 6 s 618 |
| 23   | 11 | Domenico Schiattarella | Simtek-Ford        | 1 min 33 s 965 | 1 min 34 s 064 | + 6 s 691 |
| 24   | 17 | Andrea Montermini      | Pacific-Ford       | 1 min 35 s 169 | 1 min 35 s 282 | + 7 s 895 |
| 25   | 22 | Roberto Moreno         | Forti-Ford         | 1 min 37 s 612 | 1 min 36 s 065 | + 8 s 791 |
| 26   | 21 | Pedro Diniz            | Forti-Ford         | 1 min 36 s 686 | 1 min 36 s 624 | + 9 s 350 |
| 27   | 19 | Christophe Bouchut     | Larrousse-Ford     | Pas de temps   | Pas de temps   |           |
| 28   | 20 | Éric Bernard           | Larrousse-Ford     | Pas de temps   | Pas de temps   |           |

## Classement de la course
| Pos. | No | Pilote                 | Écurie             | Tours | Temps/Abandon                      | Grille | Points |
| ---- | -- | ---------------------- | ------------------ | ----- | ---------------------------------- | ------ | ------ |
| 1    | 5  | Damon Hill             | Williams-Renault   | 63    | 1 h 41 min 42 s 552 (181,922 km/h) | 4      | 10     |
| 2    | 27 | Jean Alesi             | Ferrari            | 63    | + 18 s 510                         | 5      | 6      |
| 3    | 28 | Gerhard Berger         | Ferrari            | 63    | + 43 s 116                         | 2      | 4      |
| 4    | 6  | David Coulthard        | Williams-Renault   | 63    | + 51 s 890                         | 3      | 3      |
| 5    | 8  | Mika Häkkinen          | McLaren-Mercedes   | 62    | + 1 tour                           | 6      | 2      |
| 6    | 30 | Heinz-Harald Frentzen  | Sauber-Ford        | 62    | + 1 tour                           | 14     | 1      |
| 7    | 2  | Johnny Herbert         | Benetton-Renault   | 61    | + 2 tours                          | 8      |        |
| 8    | 15 | Eddie Irvine           | Jordan-Peugeot     | 61    | + 2 tours                          | 7      |        |
| 9    | 26 | Olivier Panis          | Ligier-Mugen-Honda | 61    | + 2 tours                          | 12     |        |
| 10   | 7  | Nigel Mansell          | McLaren-Mercedes   | 61    | + 2 tours                          | 9      |        |
| 11   | 25 | Aguri Suzuki           | Ligier-Mugen-Honda | 60    | + 3 tours                          | 16     |        |
| 12   | 23 | Pierluigi Martini      | Minardi-Ford       | 59    | + 4 tours                          | 18     |        |
| 13   | 9  | Gianni Morbidelli      | Arrows-Hart        | 59    | + 4 tours                          | 11     |        |
| 14   | 24 | Luca Badoer            | Minardi-Ford       | 59    | + 4 tours                          | 20     |        |
| 15   | 21 | Pedro Diniz            | Forti-Ford         | 56    | + 7 tours                          | 26     |        |
| 16   | 22 | Roberto Moreno         | Forti-Ford         | 56    | + 7 tours                          | 25     |        |
| Abd. | 29 | Karl Wendlinger        | Sauber-Ford        | 43    | Roue                               | 21     |        |
| Abd. | 16 | Bertrand Gachot        | Pacific-Ford       | 36    | Boîte de vitesses                  | 22     |        |
| Abd. | 11 | Domenico Schiattarella | Simtek-Ford        | 35    | Suspension                         | 23     |        |
| Abd. | 14 | Rubens Barrichello     | Jordan-Peugeot     | 31    | Boîte de vitesses                  | 10     |        |
| Abd. | 3  | Ukyo Katayama          | Tyrrell-Yamaha     | 23    | Sortie de piste                    | 15     |        |
| Abd. | 4  | Mika Salo              | Tyrrell-Yamaha     | 19    | Moteur                             | 13     |        |
| Abd. | 17 | Andrea Montermini      | Pacific-Ford       | 15    | Boîte de vitesses                  | 24     |        |
| Abd. | 12 | Jos Verstappen         | Simtek-Ford        | 14    | Boîte de vitesses                  | 17     |        |
| Abd. | 10 | Taki Inoue             | Arrows-Hart        | 12    | Sortie de piste                    | 19     |        |
| Abd. | 1  | Michael Schumacher     | Benetton-Renault   | 10    | Accident                           | 1      |        |
| Np.  | 19 | Christophe Bouchut     | Larrousse-Ford     |       | Retrait de l'écurie                |        |        |
| Np.  | 20 | Éric Bernard           | Larrousse-Ford     |       | Retrait de l'écurie                |        |        |

## Pole position et record du tour
- Pole position :  Michael Schumacher en 1 min 27 s 274 (vitesse moyenne : 201,916 km/h).
- Meilleur tour en course :  Gerhard Berger en 1 min 29 s 568 au 57e tour (vitesse moyenne : 196,744 km/h).

## Tours en tête
- Michael Schumacher : 9 tours (1-9)
- David Coulthard : 1 tour (10)
- Gerhard Berger : 11 tours (11-21)
- Damon Hill : 42 tours (22-63)

## Statistiques
- 11e victoire pour Damon Hill.
- 98e victoire pour Williams en tant que constructeur.
- 89e victoire pour Renault en tant que motoriste.
- Dernière apparition de l'écurie Larrousse en championnat.

## Classements généraux à l'issue de la course
- Note : Benetton et Williams ont été disqualifiés lors du Grand Prix inaugural du Brésil pour utilisation de carburant non conforme à la réglementation de la Formule 1[3]. L'échantillon d'essence prélevé à l'issue de la course ne correspondait pas aux spécifications de l'échantillon témoin fourni à la FIA[4]. Les écuries ont fait appel de cette décision, ce qui a conduit à une annulation de la sanction concernant les pilotes qui ont conservé leurs points, mais un maintien de la pénalité pour les écuries. Benetton a ainsi perdu les 10 points de la victoire de Michael Schumacher et Williams les 6 points de la seconde place de David Coulthard, d'où une différence entre les points obtenus par ces écuries et les totaux des résultats de leurs pilotes[5],[6].

| Pos. | Pilote                | Écurie           | Points |
| ---- | --------------------- | ---------------- | ------ |
| 1    | Damon Hill            | Williams-Renault | 20     |
| 2    | Jean Alesi            | Ferrari          | 14     |
| 3    | Michael Schumacher    | Benetton-Renault | 14     |
| 4    | Gerhard Berger        | Ferrari          | 9      |
| 5    | David Coulthard       | Williams-Renault | 9      |
| 6    | Mika Häkkinen         | McLaren-Mercedes | 5      |
| 7    | Johnny Herbert        | Benetton-Renault | 3      |
| 8    | Heinz-Harald Frentzen | Sauber-Ford      | 3      |
| 9    | Mark Blundell         | McLaren-Mercedes | 1      |

| Pos. | Écurie           | Points |
| ---- | ---------------- | ------ |
| 1    | Williams-Renault | 23     |
| 2    | Ferrari          | 23     |
| 3    | Benetton-Renault | 7      |
| 4    | McLaren-Mercedes | 6      |
| 5    | Sauber-Ford      | 3      |